# Pons Aelius (castrum)
Pons Aelius (in italiano Ponte Elio), conosciuto anche come Forte romano di Newcastle, era un castrum di truppe ausiliarie di stanza sul Vallo di Adriano nella provincia romana della Britannia inferiore (nell'Inghilterra settentrionale) situato sulla riva nord del fiume Tyne, nei pressi del centro dell'attuale città di Newcastle upon Tyne.

## Storia

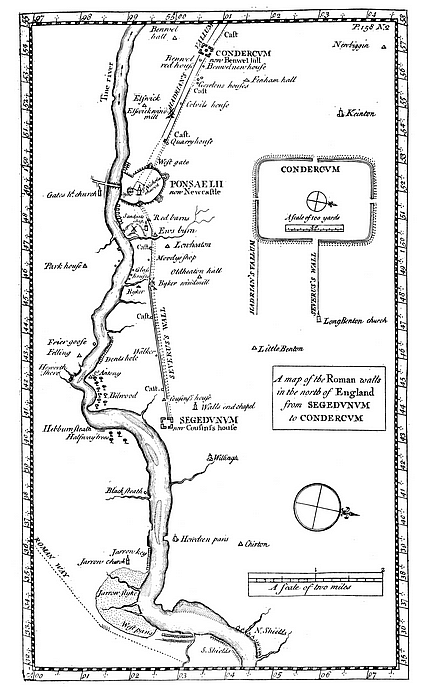
L'estremità orientale del Vallo di Adriano

La località di Pons Aelius era costituita da un castrum e da un piccolo insediamento urbano, ed era situato all'estremità orientale del Vallo di Adriano, nel sito oggi occupato dal Castello di Newcastle. Il suo nome, Ponte Elio, deriva dalla presenza di un omonimo ponte, così chiamato dal nomen gentilizio dell'imperatore Adriano, che nel 122 d.C. visitò la Britannia e avviò la costruzione della fortificazione che prese il suo nome.
Si calcola che la popolazione dell'abitato fosse di circa duemila persone, insediate attorno a un forte esteso poco più di mezzo ettaro. La superficie della struttura militare, infatti, è stimata in circa 6200 m2: dimensioni abbastanza ridotte rispetto agli standard romani. Dal momento che Pons Aelius era una fortezza di frontiera è molto probabile che fosse collegato alle altre strutture difensive da una strada militare parallela al Vallo.
Il ponte e il forte sarebbero stati costruiti all'estremità settentrionale della Cade's Road, una strada romana la cui esistenza è stata postulata dall'erudito inglese John Cade e che avrebbe attraversato una serie di insediamenti fra cui Petuaria (Brough-on-Humber), Eburacum (York) e Concangis (Chester-le-Street).
Originariamente concepito come forte terminale del sistema difensivo del Vallo, la prosecuzione verso est della struttura avvenne soltanto in un secondo momento con l'estensione delle fortificazioni fino al castrum di Segedunum (Wallsend). Probabilmente durante il regno di Settimio Severo (193-211 d.C.) la fortezza sarebbe stata ricostruita in pietra. Si suppone, inoltre, che Pons Aelius potrebbe essere stato costruito per rimpiazzare una costruzione precedente situata sulla sponda opposta del Tyne, presso l'attuale Gateshead. 
La struttura militare viene menzionata una sola volta nella Notitia Dignitatum: è questa l'unica occorrenza nelle fonti letterarie. Da un punto di vista strategico, il forte era situato a difesa del principale attraversamento del Tyne. Al contrario del ponte, l'abitato di Pons Aelius non rivestiva una particolare importanza rispetto agli insediamenti romani della zona circostante, in particolare di quelli situati sulla Via Regia, fra i quali spiccava ad esempio Corstopium (Corbridge).
Il forte fu abbandonato attorno al 400 d.C., per essere poi occupato nuovamente in epoca anglosassone. Gli scavi realizzati fra gli anni 70 e 90 del XX secolo hanno rivelato in loco la presenza di oltre seicento tombe attribuibili a individui di questa stirpe.